# 世古雷
世古 雷（せこ いかつち）は、江戸時代後期の武士、漢学者。

## 概要
坊官として聖護院に仕えた人物。本姓である国樔氏は平安時代以前に大和国吉野郡に住んでいた一族である。
文化9年（1812年）7月17日には66歳で従六位下・大和介に叙任され、同12年（1815年）8月22日に死去した。